# Легенда об Айно
Триптих «Легенда об Айно» написан в 1891 году финским художником Аксели Галлен-Каллела, на основе поэтического эпоса «Калевала». Триптих последовательно рассказывает легенду о девушке Айно, которая, встретив в лесу старого мудреца Вяйнямёйнена, в ужасе сбрасывает свои украшения, отвергая любовь «вековечного песнопевца» (левая часть). В отчаянии, обещанная уже старцу, Айно уходит к морю (правая часть) и видит: «там три девы по волнам морским стремятся. Айно хочет к ним идти четвёртой». Центральная часть изображает последнюю встречу Вяйнямёйнена с Айно, которая рыбой попадает ему в сеть, но, не узнанная им, навсегда исчезает в волнах. Живописный строй триптиха содержит новые формальные черты — декоративную линейность и уплощенность объёмов, обобщённость интенсивных цветовых пятен. Триптих заключен в орнаментально исполненную раму с написанными на ней отрывками из рун, что позволяет говорить о влиянии на художника стилистики живописного символизма, эстетики стиля «модерн».
Галлен-Каллела написал два варианта изображения — первый во время пребывания в Париже в 1889 году (находится в собрании Банка Финляндии) и второй для сената, после возвращения из Карелии в 1891 году (работа находится в коллекции художественного музея Атенеум). Галлен-Калель также изготовил рамы для обоих триптихов. Первый украшен золотыми свастиками на темном фоне (до того, как была принята нацистами, она был символом вечности и счастья), а второй содержит типичные карельские орнаменты и цитаты из «Калевалы».

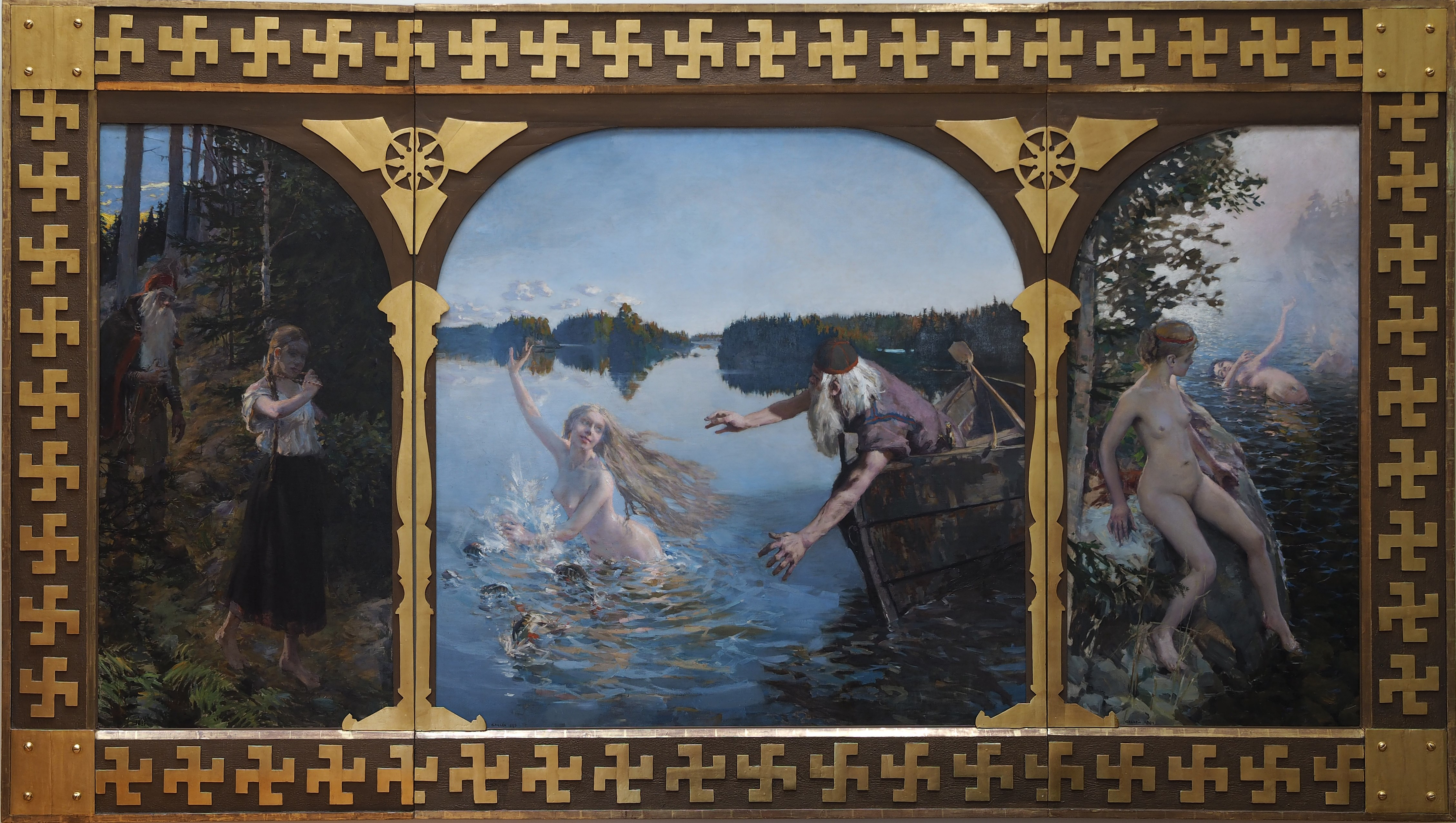
Версия 1889 года
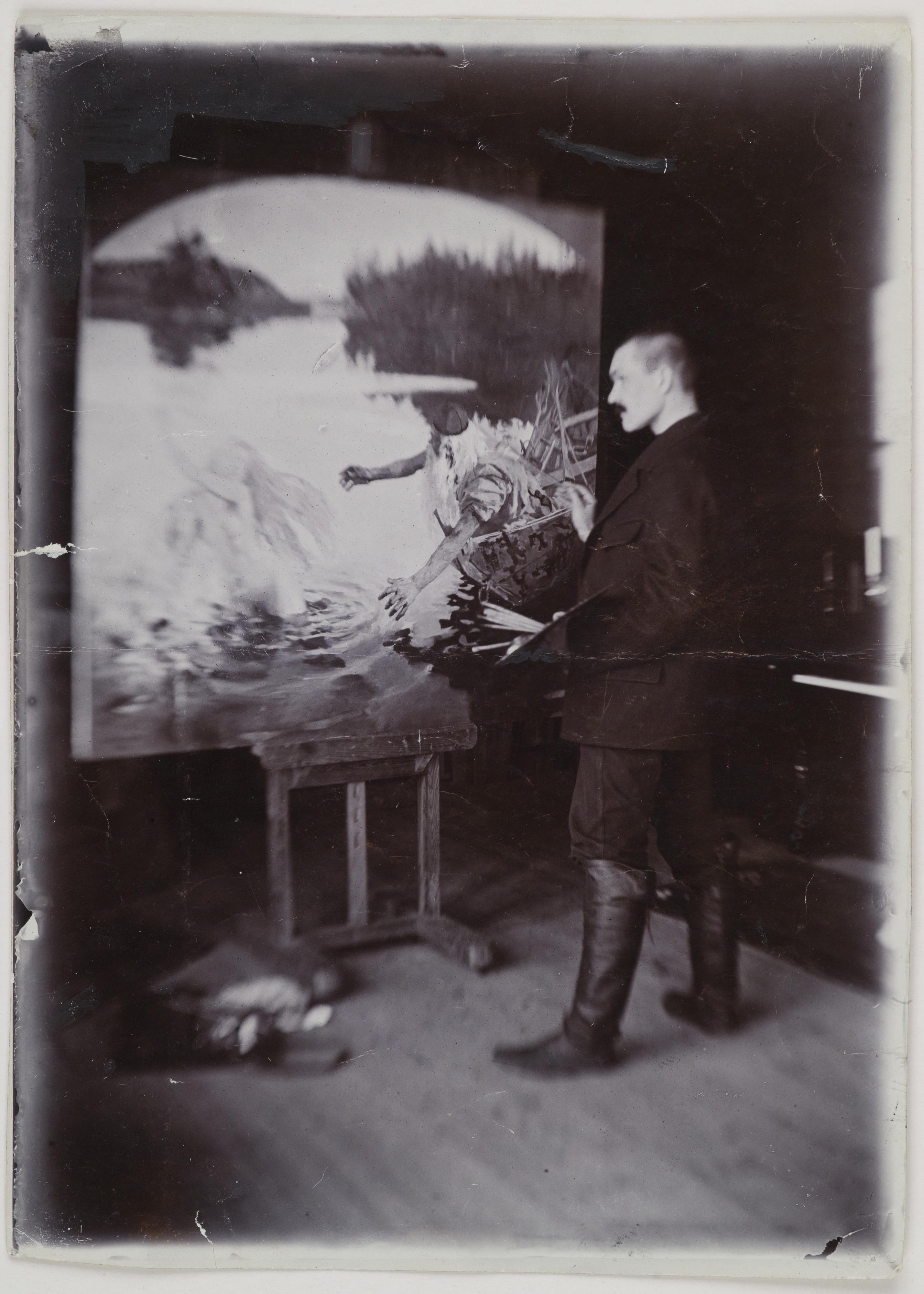
Аксели Галлен-Каллела рисует «Легенду об Айно» в своей мастерской в Мальми, 1891 год